# نشان ملی بریتانیا
نشان پادشاهی بریتانیا (به انگلیسی: Coat of arms of the United Kingdom) نشان سلطنتی پادشاهی بریتانیا و اکنون شاه چارلز سوم است. در این نشان دو شیر بزرگ و کوچک و یک اسب تک‌شاخ وجود دارد.